# Augusto Hygino de Miranda
Augusto Hygino de Miranda (Recife, 17 de maio de 1868 – 14 de julho de 1927) foi um médico brasileiro.
Foi eleito membro da Academia Nacional de Medicina em 1901, com o número acadêmico 220, na presidência de Nuno Ferreira de Andrade.